# نکم ازوریکه
نکم ازوریکه (انگلیسی: Nkem Ezurike؛ زادهٔ ۱۹ مارس ۱۹۹۲) بازیکن فوتبال اهل کانادا است.
از باشگاه‌هایی که در آن بازی کرده‌است می‌توان به بوستون بریکرز اشاره کرد.
وی همچنین در تیم‌های ملی فوتبال Canada women's national under-17 soccer team, Canada women's national under-20 soccer team، و زنان کانادا بازی کرده‌است.